# Karl Herbert Schober

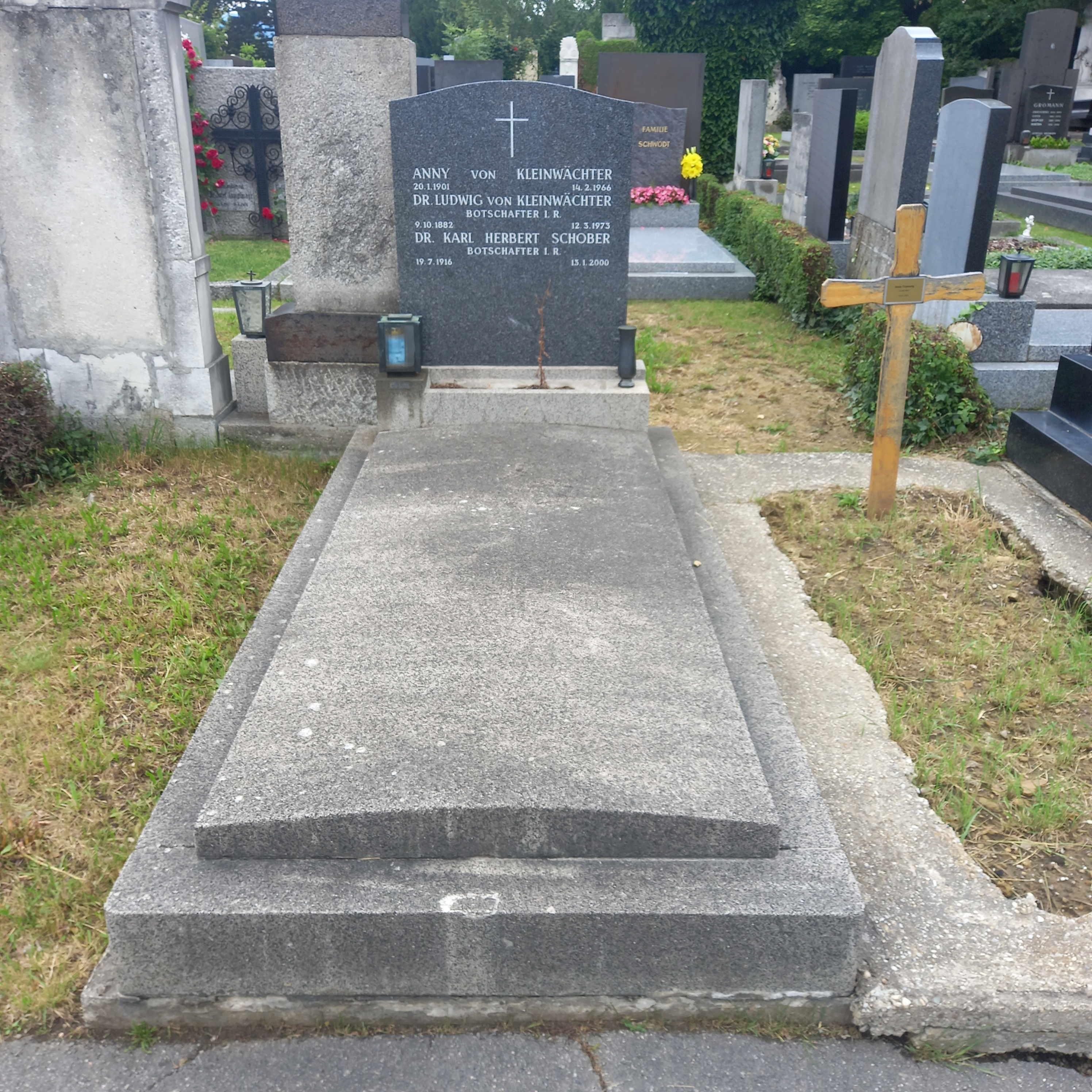
Das Grab von Karl Herbert Schober auf dem Döblinger Friedhof in Wien

Karl Herbert Richard Schober (* 19. Juli 1916 in Imst; † 13. Jänner 2000 in Wien) war ein österreichischer Jurist, Beamter und Diplomat, der als österreichischer Botschafter in Dänemark, Schweden und den Vereinigten Staaten tätig war.

## Leben und Wirken
Karl Herbert Schober wurde am 19. Juli 1916 in Imst als Sohn des Architekten und Professors Rudolf Schober (* 24. Oktober 1888 in Innsbruck) und dessen Ehefrau Maria (geborene Ebenhoch; * 9. November 1889 in Linz; † 1969) geboren und am 26. Juli in der Pfarrkirche Imst auf den Namen Karl Herbert Richard getauft. Der Vater war in späteren Jahren als Sektionschef in Wien tätig. Seine Mutter war die Tochter des österreichischen Politikers, Landeshauptmanns und Ackerbauministers Alfred Ebenhoch (* 1855 in Immenstaad am Bodensee; † 1912 in Wien) und der Josefine Maria Isabella Rhomberg (* 1862 in Salzburg; † 1931 in Wels). Seine Tante Isabella (1892–1976) heiratete in späteren Jahren den Beamten und Politiker Hans Pernter, der von 1936 bis 1938 als Bundesminister für Unterricht fungierte.
Nachdem er seine Schulbildung erfolgreich im Jahr 1936 mit dem Besuch des Realgymnasiums abgeschlossen hatte, begann er in weiterer Folge ein Studium an der Rechts- und Staatswissenschaftlichen Fakultät der Universität Wien. Während dieser Zeit kam er auch in Kontakt mit der in Wien ansässigen und im Jahre 1908 gegründeten KaV Marco-Danubia Wien, einer farbentragenden und nichtschlagenden Studentenverbindung und Mitglied des Österreichischen Cartellverbandes (ÖCV), deren Mitglied er am 1. September 1936 wurde und den Couleurnamen Herbert erhielt. Am 1. Dezember 1938 wurde er zur Wehrmacht eingezogen und kehrte erst am 16. Februar 1946 aus der Kriegsgefangenschaft heim. Sein letzter Dienstgrad war der eines Oberleutnants der Reserve. Danach setzte der Heimkehrer sein Studium fort und schloss dieses im Jahr 1947 als Doktor der Rechte ab. Seine 1946 veröffentlichte Dissertation behandelte Die Frage der Ehetauglichkeit.
Nach vollendetem Studium war er kurzzeitig in der Bundeskammer der gewerblichen Wirtschaft tätig, ehe er ins Bundeskanzleramt eintrat und dort im Bereich Auswärtige Angelegenheiten tätig wurde. Ab dem 14. Juni 1949 war er zuerst dem ERP-Büro in Washington, D.C., und dann der dortigen Gesandtschaft zugeteilt. Danach war er von 6. September 1954 bis 7. Mai 1957 wieder in Wien und wurde ab 9. Mai 1957 der Gesandtschaft in Kopenhagen zugeteilt. Dort war er ab dem 17. März 1959 selbst ein Gesandter und trat ab dem 30. Mai 1961 als Österreichischer Botschafter in Dänemark in Erscheinung. Nach etwas über einem Jahr kehrte er mit 16. August 1962 wieder ins Außenministerium nach Wien zurück und wurde am 22. April 1963 dem Bundesministerium für Handel und Wiederaufbau zugeteilt, wobei er für die bilaterale Handelspolitik zuständig war.
Auf die Ernennung zum außerordentlichen Gesandten und bevollmächtigten Minister (Ministerialrat) am 1. Juli 1964, erfolgte am 12. Oktober 1965 die Entsendung als Botschafter bei den Europäischen Gemeinschaften (EWG, Montanunion und Euratom). Nach knapp vier Jahren im Amt wurde er am 9. September 1969 Österreichischer Botschafter in Schweden und kehrte am 4. November 1974 als Leiter der Sektion III (Europa & Wirtschaft) ins Außenministerium zurück. Während seiner Amtszeit bei den Europäischen Gemeinschaften agierte er auch als erster Vizepräsident der Hindemith-Stiftung, die seit 1967 den künstlerischen Nachlass von Paul Hindemith pflegt. Am 25. Juni 1976 erfolgte daraufhin seine Bestellung zum stellvertretenden Generalsekretär für Auswärtige Angelegenheiten. Mit 60 Jahren wurde Schober am 1. Jänner 1977 zum außerordentlichen und bevollmächtigten Botschafter (Sektionschef) und am 10. Februar 1977 unter dem österreichischen Präsidenten Rudolf Kirchschläger und dem US-amerikanischen Präsidenten Jimmy Carter zum Österreichischen Botschafter in den Vereinigten Staaten ernannt. Mit 31. Dezember 1981 erfolgte seine Versetzung in den Ruhestand; Schober war zu diesem Zeitpunkt 65 Jahre alt. Als sein Nachfolger wurde am 8. Jänner 1982 der spätere österreichische Bundespräsident, Thomas Klestil, ernannt.
Am 13. Jänner 2000 starb Schober im Alter von 83 Jahren in Wien und wurde am 26. Jänner 2000 auf dem Döblinger Friedhof beerdigt (Gruppe I5, Reihe 1, Nummer 6).
Sein Neffe war der Pharmazeut Wolfgang Lindinger (* 1938).